# Челси (Масачусетс)
Челси (енгл. Chelsea) град је у америчкој савезној држави Масачусетс. По попису становништва из 2010. у њему је живело 35.177 становника.

## Демографија
Према попису становништва из 2010. у граду је живело 35.177 становника, што је 97 (0,3%) становника више него 2000. године.
| Група             | 2000.          | 2010.          |
| Белци             | 13.424 (38,3%) | 8.882 (25,2%)  |
| Афроамериканци    | 2.544 (7,3%)   | 2.986 (8,5%)   |
| Азијати           | 1.647 (4,7%)   | 1.094 (3,1%)   |
| Хиспаноамериканци | 16.984 (48,4%) | 21.855 (62,1%) |
| Укупно            | 35.080         | 35.177         |